# Jopie Selbach

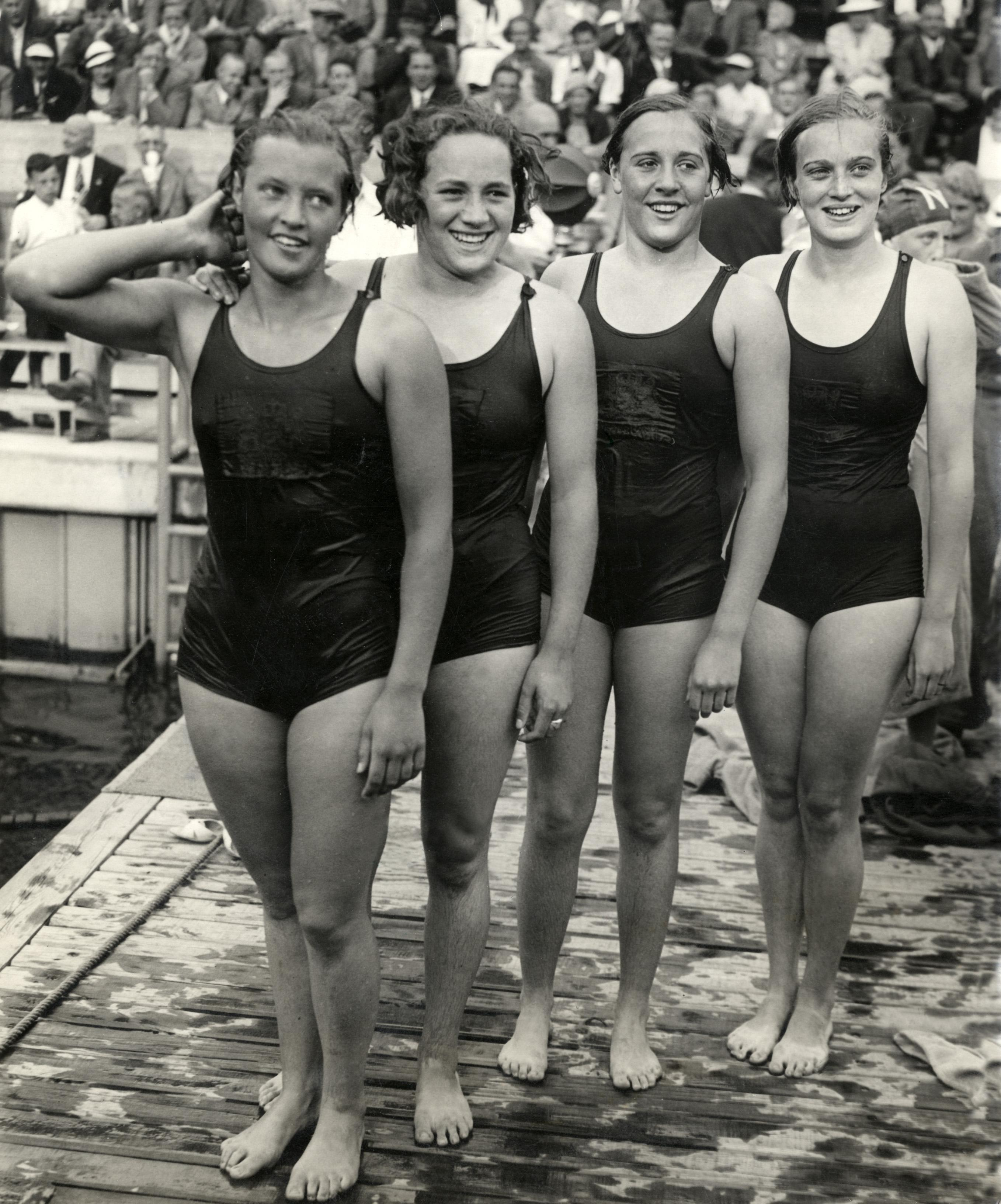
Het Nederlandse 4 x 100m estafetteteam op de Europese kampioenschappen 1934: Willy den Ouden, Rie Mastenbroek, Annie Timmermans, Jopie Selbach.

Johanna ("Jopie") Katarina Selbach (Haarlem, 27 juli 1918 - Zoetermeer, 30 april 1998) was een Nederlands zwemster.
Zij kwam uit voor de Amsterdamse Dames Zwemclub (ADZ). Bij de Olympische Zomerspelen 1936 in Berlijn, werd zij samen met Rie Mastenbroek, Tini Wagner en Willy den Ouden olympisch kampioen op de 4x100 meter vrije slag. Met hun winnende tijd van 4:36,0 bleven zij thuisploeg Duitsland 0,8 seconden voor.
1912: Moore, Fletcher, Speirs, Steer ·
1920: Woodbridge, Schroth, Guest, Bleibtrey ·
1924: Donnelly, Ederle, Lackie, Wehselau ·
1928: Lambert, Osipowich, Saville, Norelius ·
1932: Johns, Saville, McKim, Madison ·
1936: Selbach, Wagner, den Ouden, Mastenbroek ·
1948: Corridon, Kalama, Helser, Curtis ·
1952: I. Novák, Temes, É. Novák, Szőke ·
1956: Fraser, Leech, Morgan, Crapp ·
1960: Spillane, Stobs, Wood, von Saltza ·
1964: Stouder, de Varona, Watson, Ellis ·
1968: Barkman, Gustavson, Pedersen, Henne ·
1972: Babashoff, Barkman, Kemp, Neilson ·
1976: Peyton, Sterkel, Babashoff, Boglioli ·
1980: Krause, Metschuck, Diers, Hülsenbeck ·
1984: Johnson, Steinseifer, Torres, Hogshead ·
1988: Otto, Meißner, Hunger, Stellmach ·
1992: Haislett, Martino, Thompson, Torres ·
1996: Martino, Van Dyken, Fox, Thompson ·
2000: Van Dyken, Shealy, Thompson, Torres ·
2004: Mills, Lenton, Thomas, Henry ·
2008: Dekker, Kromowidjojo, Heemskerk, Veldhuis ·
2012: Coutts, C. Campbell, Elmslie, Schlanger ·
2016: McKeon, Elmslie, B. Campbell, C. Campbell ·
2020: B. Campbell, Harris, McKeon, C. Campbell ·
2024: O'Callaghan, Jack, McKeon, Harris